# 应尚能
应尚能（1902年2月25日—1973年11月22日），男，祖籍浙江奉化，生于江苏南京，中国声乐家、作曲家。中国最早介绍和系统研究西方声乐者之一。

## 生平
1902年2月25日生于南京，祖籍浙江宁波奉化县里应村（今属萧王庙街道何应村）。考入北京清华学校（今为清华大学），1923年毕业，同年赴美国留学，入读美国密歇根大学工学院攻读机械工程，本想做个工程师，音乐仅是其业余爱好，后转系该校音乐学院学习声乐，但仍取得密歇根大学理学学士学位。在美国留学时即举办个人独唱会，是在美国最早举办演唱会的华人。1929年再于密歇根大学音乐系毕业，获得音乐学士学位，游历美国欧洲后于1930年回国，任上海国立音乐专科学校（今上海音乐学院）教授。
1937年，主持中华民国教育部音乐教育委员会实验巡回合唱团。后历任国立音乐院、国立戏剧专科学校、国立社会教育学院、国立中央大学（今南京大学）音乐系教授。1949年后，历任上海华东师范学院（今华东师范大学）、北京艺术师范学院（1956年自上海调任）、中国音乐学院教授。1973年11月22日，在北京逝世。女儿应锡音。

## 家庭
哥哥应尚德、应尚才

## 音乐贡献
应尚能是中国首位系统介绍研究西方声乐人士，亦是声乐教育家、作曲家。20世纪30年代初，在上海举办个人独唱音乐会，即获得中外瞩目，是中国最早举办声乐独唱的声乐家。其演唱尤擅长舒伯特歌曲，演唱风格朴实严谨，唱音柔韧丰满，长于抒情性。其亦擅长教学与提携后进，培养有大批年轻中国本土声乐家，如陈玄（陈法拉祖父）、冯坤贤夫妇，斯义桂、蔡绍序、张畴、马家俊、杨柏亚、谢绍曾、胡靖舫、谢婉华、潘英峰、周启坤、贺高勇、谢怡配、孟亨全、凌青云、酆子玲、刘秀颙、张乃雯等。其作《浙江大学校歌》亦为典范，传唱至今。

## 代表著作
- 《乐学纲要》，是当年颇为流行的基础乐理教材[1]。
- 《我的声乐经验》
- 《以字行腔》，人民音乐出版社1981年出版。1958年，应提出“以字行腔”声乐理论，并发展了完整声乐训练方法，世称“应氏声乐训练法”。

## 代表作品
应甚为多产，创作歌曲、歌集150余部。
- 代表曲目：《吊吴淞》、《国殇》、《无衣》、《带镣行》、《夜歌》、《浙江大学校歌》（《大不自多》）、合唱曲《请告诉我》等。
- 代表歌集：《创作歌集》、《燕语》、《国殇》、《儿童歌曲集》、《荆轲插曲》等